# 舒米哈
55°14′N 63°17′E / 55.233°N 63.283°E
舒米哈（俄语：Шуми́ха）是俄羅斯庫爾干州西部的一個城市，距庫爾干133公里。2002年人口19,083人。
舒米哈1892年因西伯利亞大鐵路而建立，1944年正式建市。